# Ilha Swains
A ilha Swains (Olohega em língua toquelauana, Swains Island em inglês) é um atol do arquipélago de Toquelau administrado pela Samoa Americana. Ainda que pertença geograficamente a Toquelau, política e historicamente é um território dos Estados Unidos da América.

## Geografia
O atol é totalmente fechado e a laguna fica isolada do oceano. A salinidade da lagoa depende das chuvas. A superfície total do atol é de 1.865 km², sendo a área da laguna de 357 km². No leste da mesma há uma ilha de 764 m².
Em 2005 a população era de 8 (oito) habitantes na vila de Taulaga situada no oeste. No sudoeste há uma vila abandonada, Etena («o Edén»)..

## História
Conforme as tradições da vizinha Fakaofo, Swains ficou deserta no século XVII depois de um ataque vindo daquela ilha, quando os habitante de Swains foram mortos ou sequestrados.
Por muito tempo, Swains foi identificada como a ilha de Gente Hermosa (formosa) descrita pelo navegante português Pedro Fernandes de Queirós, que ali chegou em 2 de março de 1606. Atualmente, porém, acredita-se que Queiroz se referisse a Rakahanga, nas Ilhas Cook.
Em 1840 dois capitães declaram serem os descobridores da ilha: o britânico Turnbull e o norte-americano W.C. Swains do baleeiro George Champlan. O capitão Henry Hudson, do USS Peacock que estava em águas da Samoa, foi enviado para explorar o atol. Considerou que sua posição não coincidia com a descoberta de Queiroz, confirmou a posição dada por Swains e creditou a descoberta ao norte-americano.
O capitão britânico Turnbull, que reclamava a propriedade, cedeu a ilha ao norte-americano Hutchinson Jennings. Junto com Malia, sua mulher samoana, se estabeleceu no atol Swains 1856, fundando uma comunidade e uma dinastia de proprietários. Seu filho, Eli Hutchinson Jennings Junior, chamado “King Jennings” por Robert Louis Stevenson, teve sucesso com plantação de coqueiros e atraiu a atenção das autoridades coloniais britânicas das Ilhas Gilbert e Ellice que reclamaram a ilha. Em 1909 os britânicos reconheceram a posse dos Estados Unidos da ilha, mas legalmente ainda a consideram como “terra de ninguém” (terra nullius).
O filho de Eli Junior, Alexander Hutchinson Jennings, herdou a propriedade em 1920 e em 4 de março de a ilha foi anexada à Samoa Americana por solicitação de Alexander. Foi reconhecida a ele e a seus descendentes a propriedade da ilha, sob mando da autoridade de representante do governo. Não mais é explorada hoje a plantação de cocos e no atol vive somente a família dos Jennings.
O governo da Nova Zelândia, do qual depende Toquelau, reconheceu em 1981 a soberania americana na Ilha Swains, mas a Constituição de Toquelau, ainda não aprovada, ainda é reclamada por Toquelau como parte do futuro estado, em estado associativo.

### Dinastia Jennings
- Eli Hutchinson Jennings, Senior (1814 - 1878), de 13 outubro de 1856 até 4 de dezembro de 1878.
- Malia Jennings, sua viúva (? - 1891), até 25 de outubro de 1891.
- Eli Hutchinson Jennings Junior, seu filho (1863 - 1920), até 24 de outubro de 1920.
- Ann Eliza Jennings Carruthers, filha de Eli Jr. (1897 - 1921), junto com seu irmão.
- Alexander Hutchinson Jennings, filho de Eli Jr. e irmão de Ann Eliza, até hoje.